# 47.ª Divisão (Japão)
A 47ª Divisão foi uma divisão de infantaria do Império do Japão que serviu durante a Segunda Guerra Mundial. A divisão foi formada no dia 14 de maio de 1943 em Hirosaki, sendo desmobilizada no mês de setembro de 1945 com o fim da guerra.

## Comandantes
| Comandante                   | Data                                           |
| ---------------------------- | ---------------------------------------------- |
| Lt. General Michisada Osako  | 10 de junho de 1943 - 26 de outubro de 1944    |
| Lt. General Hiroshi Watanabe | 26 de outubro de 1944 - 30 de setembro de 1945 |

## Subordinação
- Exército Norte - 14 de maio de 1943
- 6º Exército de Campo - novembro de 1944
- 43º Exército - março de 1945